# Heřmaň (okres Písek)
Heřmaň je obec ležící v jižních Čechách v okrese Písek. Rozkládá se na levém břehu řeky Blanice, v Českobudějovické pánvi, v nadmořské výšce 382 m. Žije zde 321 obyvatel.
Obec se nachází asi 6 km severozápadně od Protivína, na silnici Protivín – Ražice, jež společně s železniční tratí Plzeň – České Budějovice č. 190, na níž leží zastávka Heřmaň obec a železnční tratí Zdice – Protivín č. 200, na níž leží zastávka Heřmaň, obstarává zdejší dopravní spojení. 

## Historie
První písemná zmínka o obci pochází z roku 1227. Zdejší kostel sv. Jiljí je jako farní připomínán již v roce 1254. V roce 1330 přešel tento původně pozdně románský kostel z královského majetku do správy kapituly sv. Petra a Pavla na Vyšehradě.
V roce 1433 patřila Heřmaň spolu se Štěticemi a Humňany Smilovi z Kremže, který ji roku 1444 zastavil Oldřichovi z Rožmberka, jenž ji posléze připojil ke Zvíkovu.
V roce 1508 je jako majitel uváděn Lev Malovec z Libějovic, který Heřmaň posléze prodal Kryštofu ze Švamberka, jehož potomek Jan Vilém ji prodal městu Písek, které ji vlastnilo až do bitvy na Bílé hoře. Heřmaň, jež bývala v době předbělohorské městečkem, poničilo roku 1640 švédské vojsko natolik, že se stala pouhou vesnicí.
V letech 1850–1882 k obci patřily Štětice a v letech 1850–1885 také Ražice.

## Pamětihodnosti
Dominantou vesnice je raně gotický kostel sv. Jiljí. K jeho barokním úpravám došlo v letech 1717–1719. Po požáru v roce 1813 byl znovu opraven. Na vnější straně ohradní zdi kostela a přilehlého hřbitova je zazděn fragment gotického sanktuaria se znakem vyšehradské kapituly. Ve vesnici jsou i zajímavé statky se štíty v selském baroku.

## Významné osobnosti
- Jan Čarek (1898–1966), básník, se v Heřmani narodil a žil.
- Václav Krška (1900–1969), režisér a scenárista, žil na mlýně u Heřmaně, jemuž se po něm říká Krškův mlýn.

## Zajímavosti
Heřmaňský kamenný most si zahrál ve filmu Dobrý voják Švejk režiséra Karla Steklého z roku 1956.

## Galerie

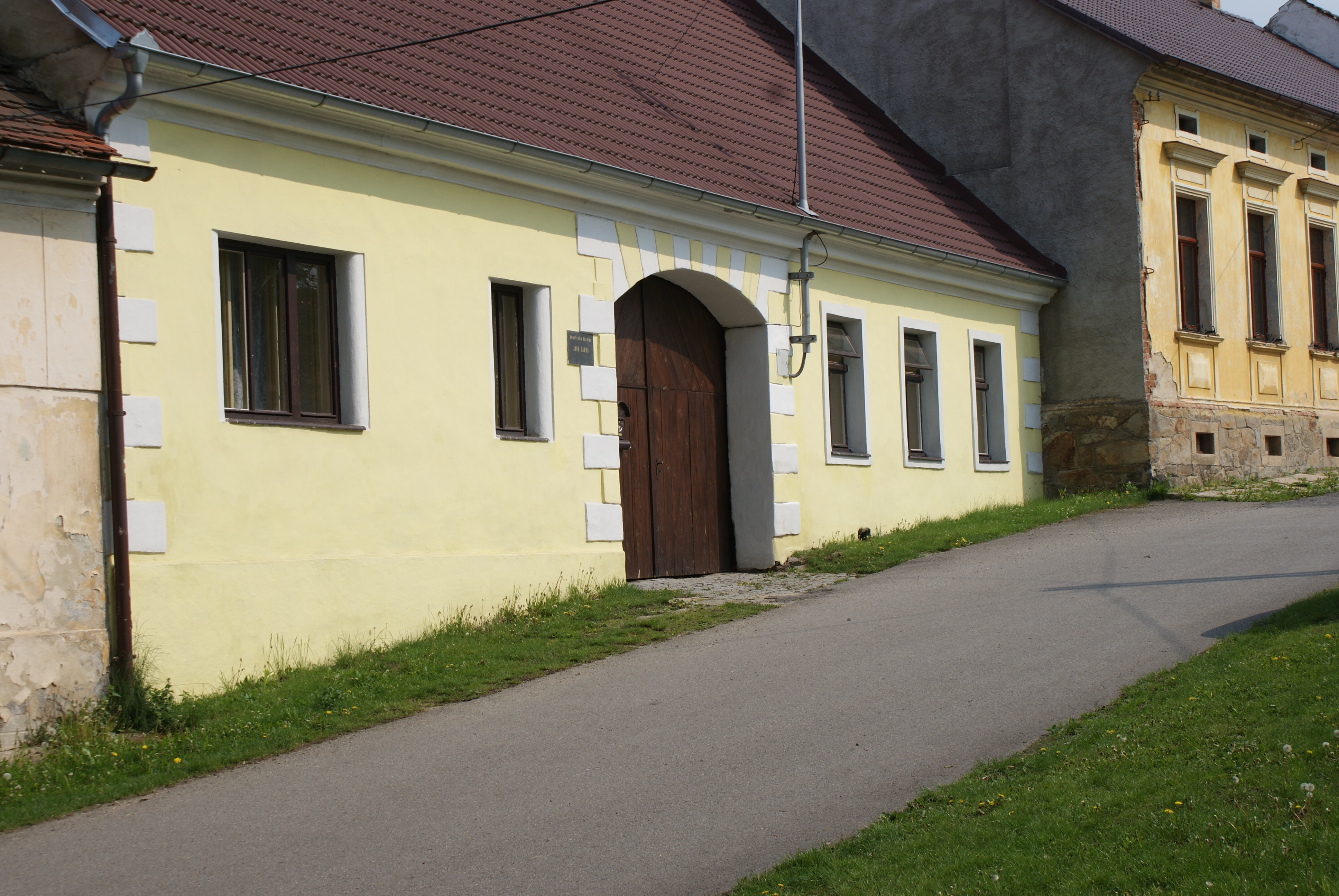
Rodný dům básníka Jana Čarka
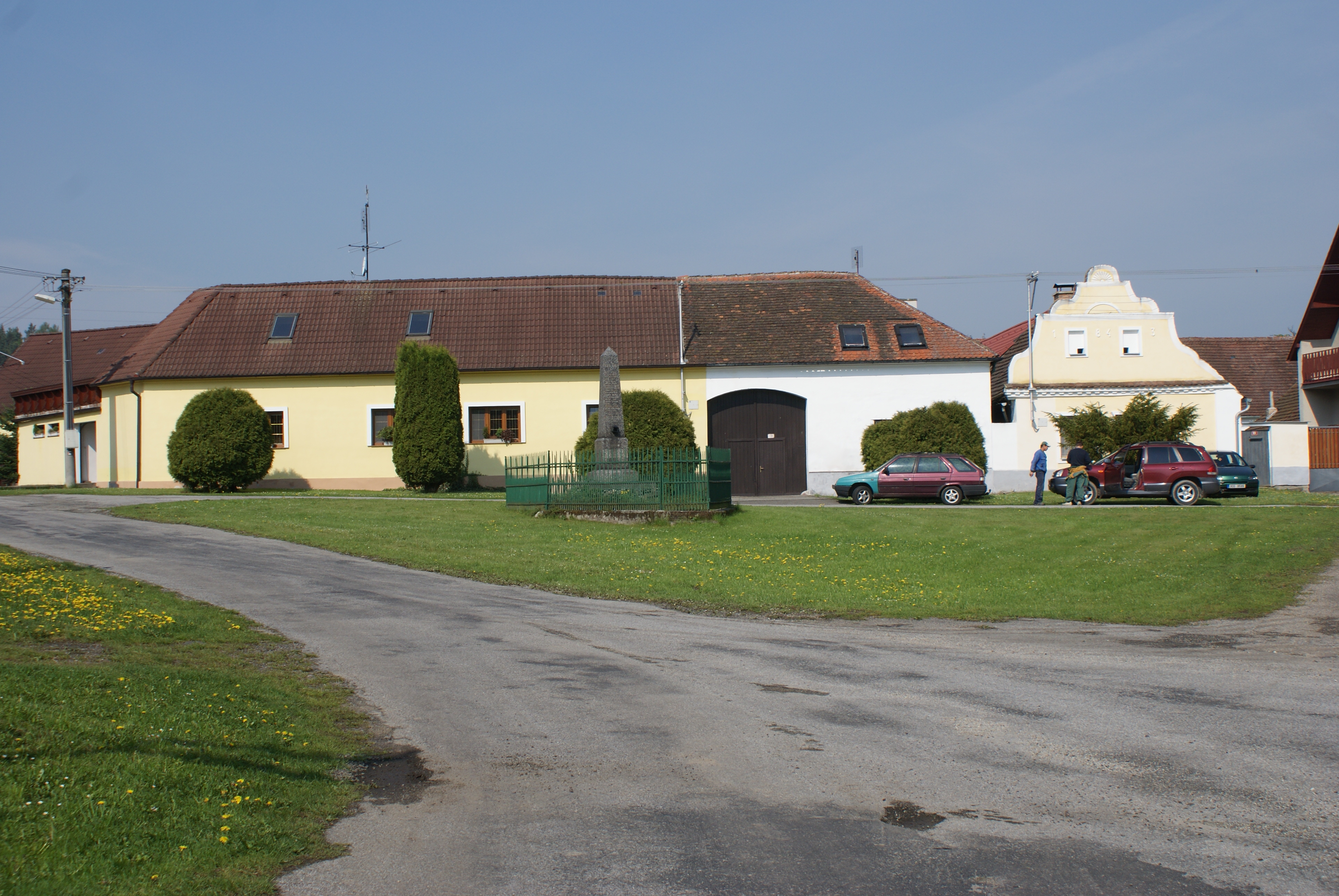
Domy na návsi u kostela
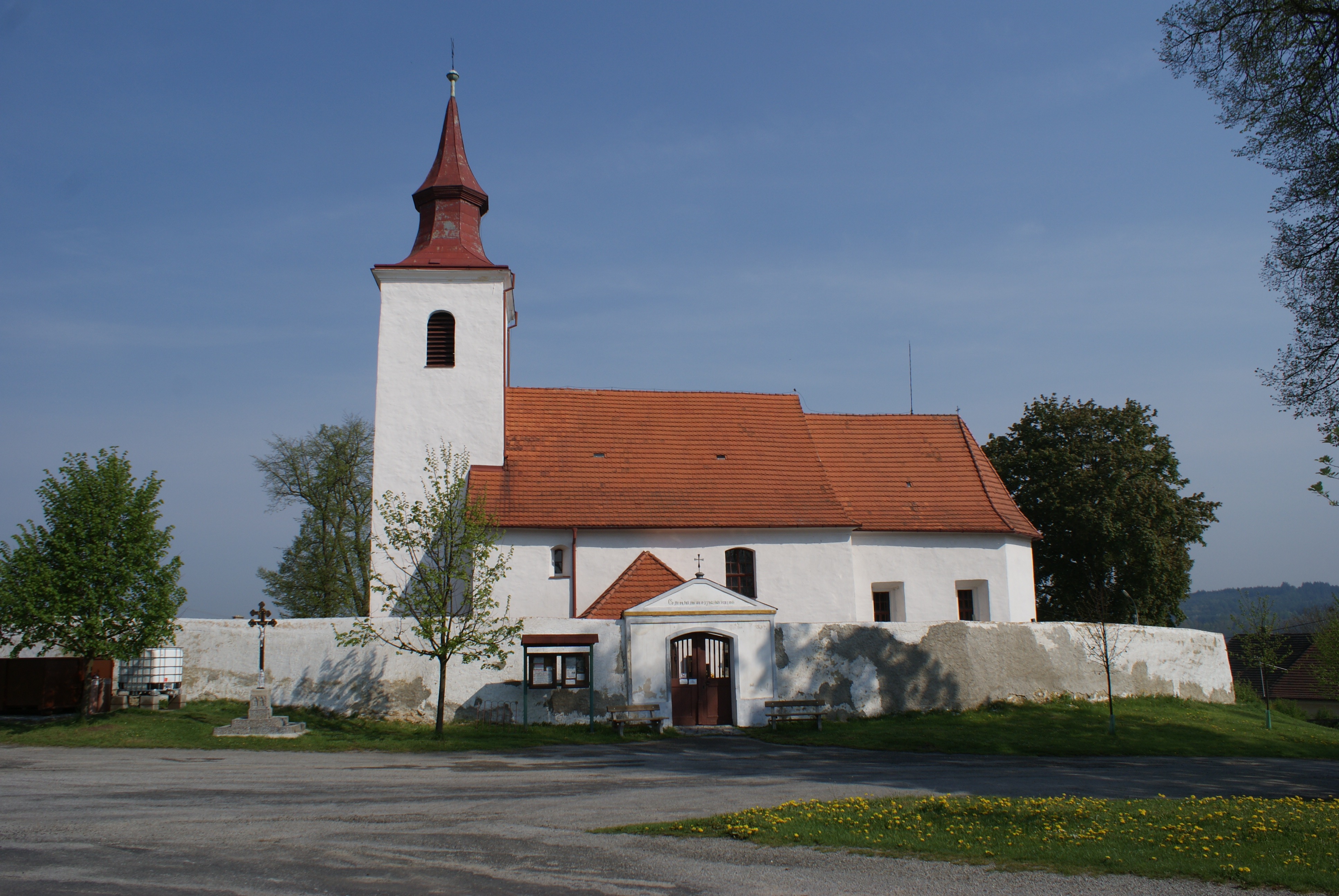
Pohled na kostel
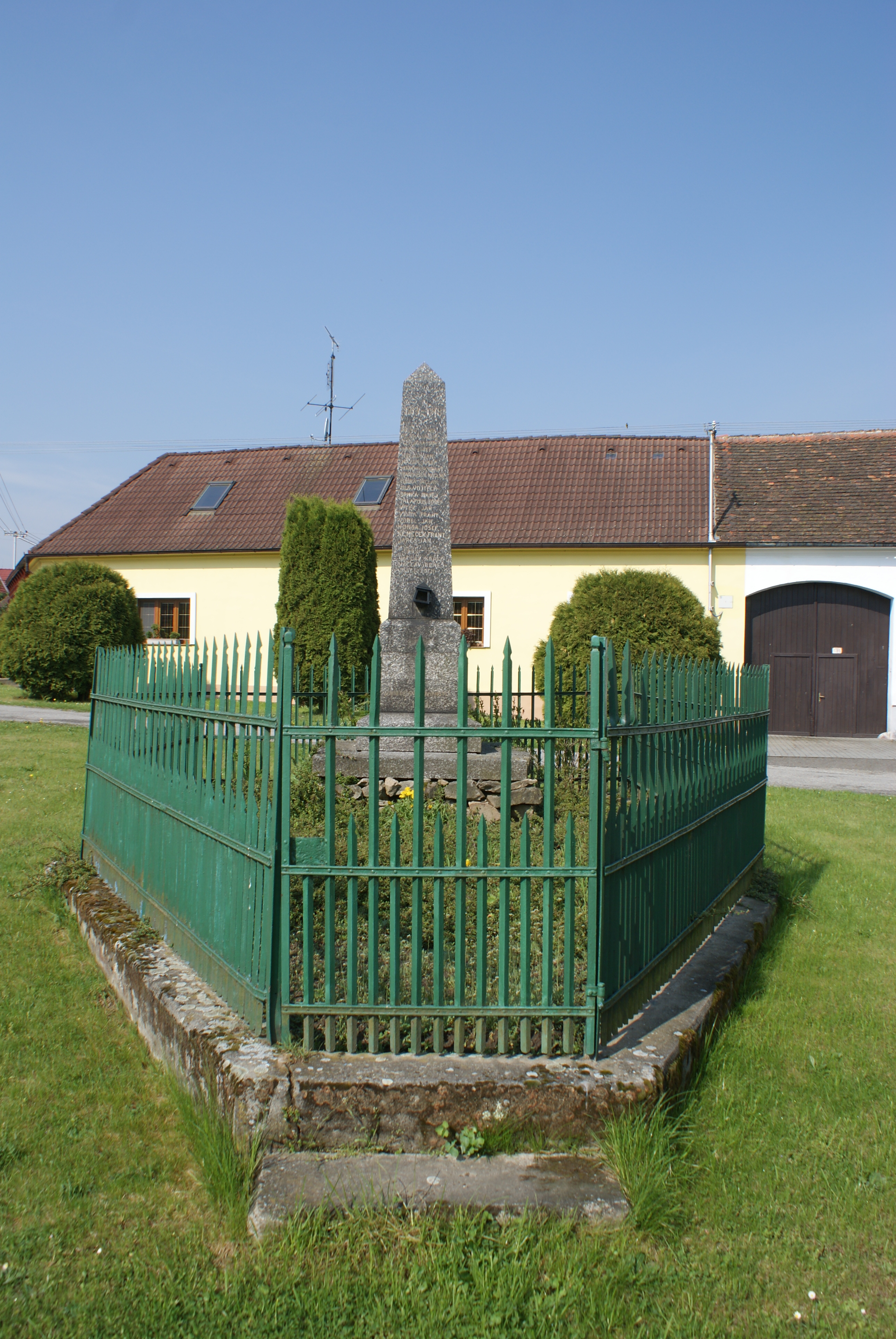
Pomník padlým
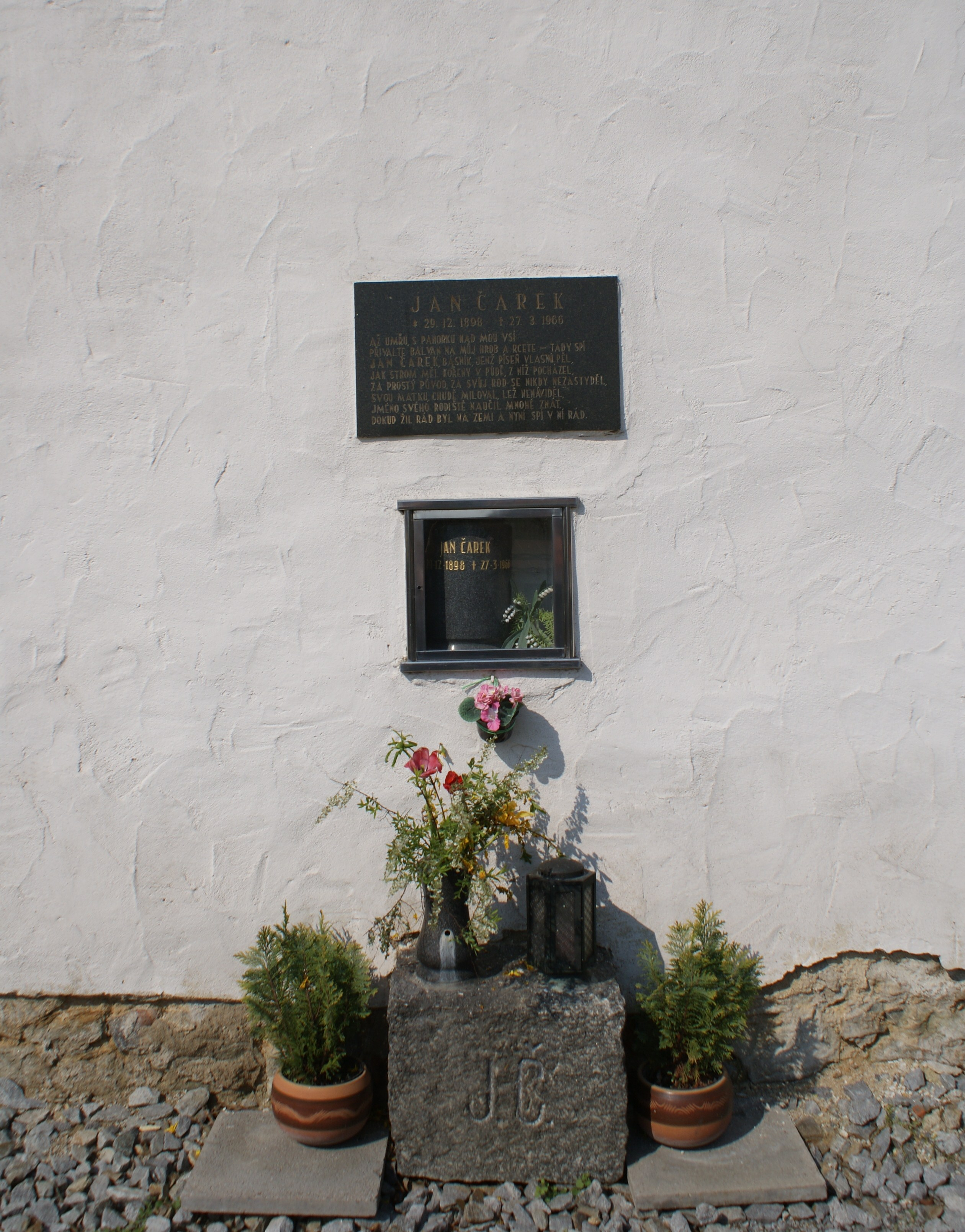
Pamětní deska Jana Čarka
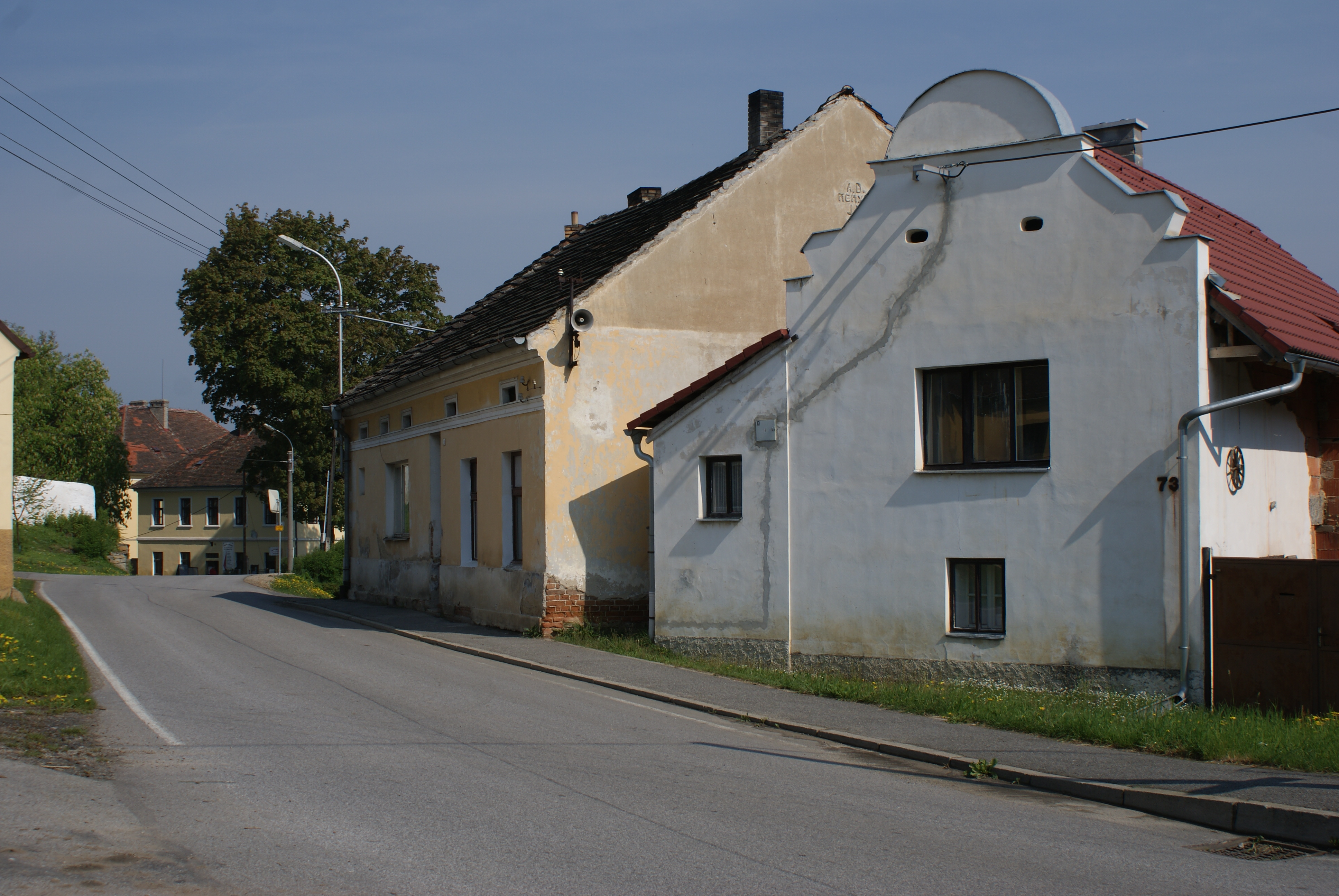
Hlavní silnice a bývalá škola